# Eilema confusa
Eilema confusa là một loài bướm đêm thuộc phân họ Arctiinae, họ Erebidae.